# Vesna Rožič
Vesna Rožič (23 de març de 1987 - 23 d'agost de 2013) va ser una jugadora d'escacs eslovena. Va rebre el títol de la FIDE de Mestra Internacional Femenina (WIM) l'abril de 2006. Rožič va arribar a ser la segona millor jugadora d'escacs eslovena, després d'Anna Muzitxuk.
Va guanyar el campionat femení d'Eslovènia els anys 2007 i 2010. El 2007, Rožič també es va convertir en la campiona femenina del Mediterrani a Antalya. En esdeveniments per equips, va representar Eslovènia en quatre Olimpíades d'escacs femenines (2002, 2008, 2010 i 2012), quatre Campionats d'Europa d'escacs per equips femenins (2005, 2007, 2009 i 2011), sis Copes Mitropa femenines (2006, 2007, 2006, 2007, 2007, 2009 i 2011)., 2010 i 2012) i quatre Campionats d'Europa per equips femenins sub-18 (2001, 2002, 2003 i 2004). A la Copa Mitropa Femenina hi va guanyar dos ors per equips (els anys 2005 i 2006), quatre plata per equips (els anys 2007, 2009, 2010 i 2012) i dues medalles d'or individuals (els anys 2006 i 2012).
Rožič va morir de càncer peritoneal el 23 d'agost de 2013.